# Sapphirina opalina-darwini
Sapphirina opalina-darwini is een eenoogkreeftjessoort uit de familie van de Sapphirinidae. De wetenschappelijke naam van de soort is voor het eerst geldig gepubliceerd in 1929 door Lehnhofer.